# 김상철 (1712년)
김상철(金尙喆, 1712년 ~ 1791년)은 조선 충청도 관찰사 등을 거쳐 조선 영의정 겸 대리집정공 직책을 지낸 조선 후기의 문신이다.
자(字)는 사보(士保), 호(號)는 화서(華西)이며 본관은 강릉이다.

## 생애
지평, 교리, 충청도관찰사, 장령, 헌납, 감찰, 정언, 집의, 이조참판, 병조참판, 형조참판, 예조참판, 한성부우윤, 한성부좌윤, 한성부판윤, 대사간, 대사헌, 도승지, 이조판서, 호조판서, 예조판서, 병조판서, 형조판서, 우의정, 좌의정, 영의정 등을 지냈다. 우의정을 세 번 지냈고, 좌의정을 다섯 번 지냈으며, 영의정을 세 번 지냈다.
시호는 충익(忠翼)이다.

## 가족 관계
- 고조부: 김선여(金善餘)
  - 증조부: 김득원(金得元)
    - 할아버지: 김홍주(金弘柱)
      - 아버지: 김시혁(金始爀)
      - 어머니: 이기정의 딸
        - 부인: 이요흠(李堯欽)
          - 아들: 김우진(金宇鎭)
          - 자부: 윤득양의 딸

## 참고 자료
- 김상철 - 한국학중앙연구원

| 전임 홍국영 | 조선의 섭정 1779년 9월 26일 ~ 1779년 9월 29일 | 후임 서명선 |